# Ilmarinen

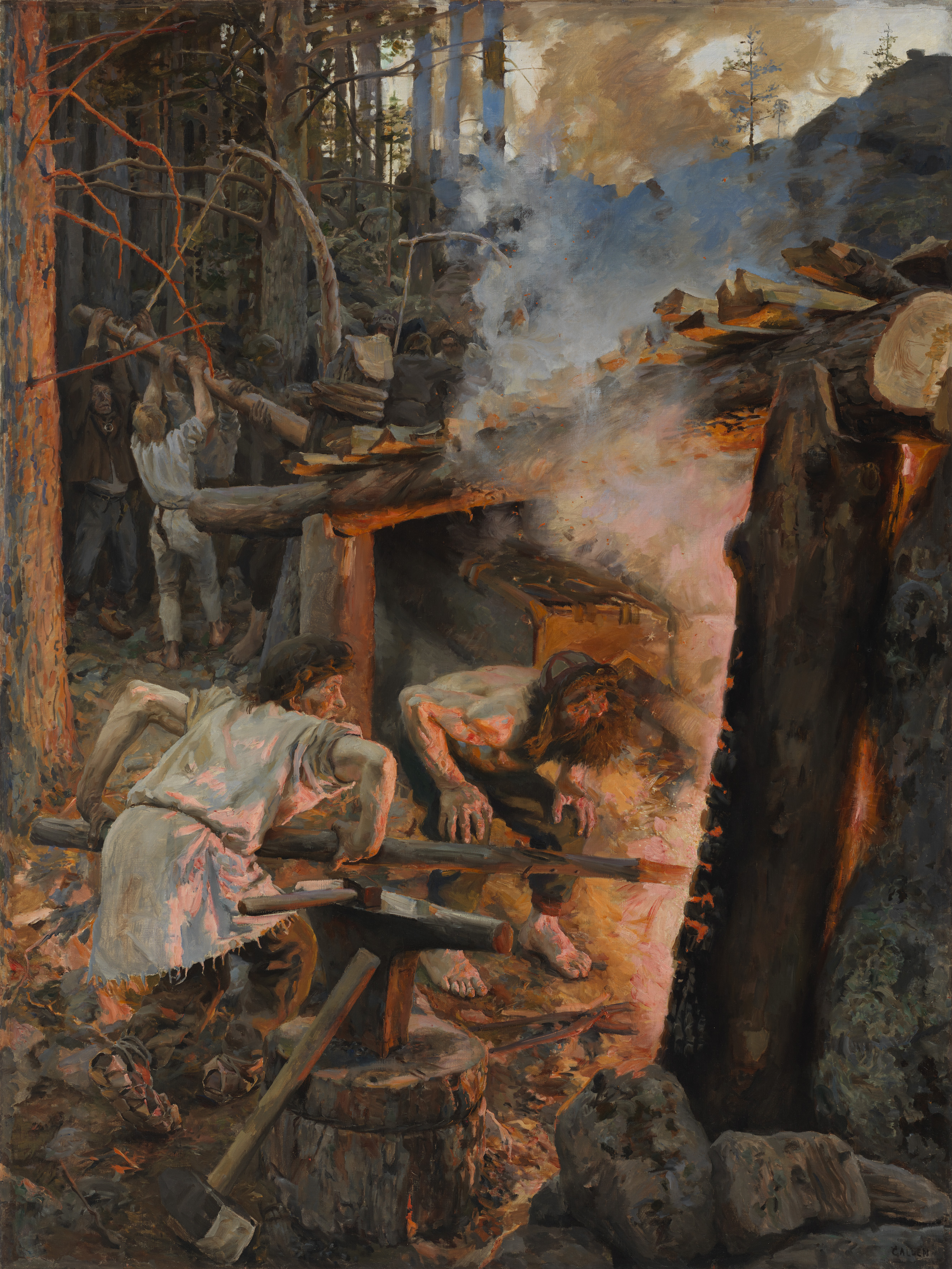
Sammon taonta (finnisch), Ilmarinen beim „Schmieden des Sampo“. Ölmalerei von Akseli Gallen-Kallela, 1893.

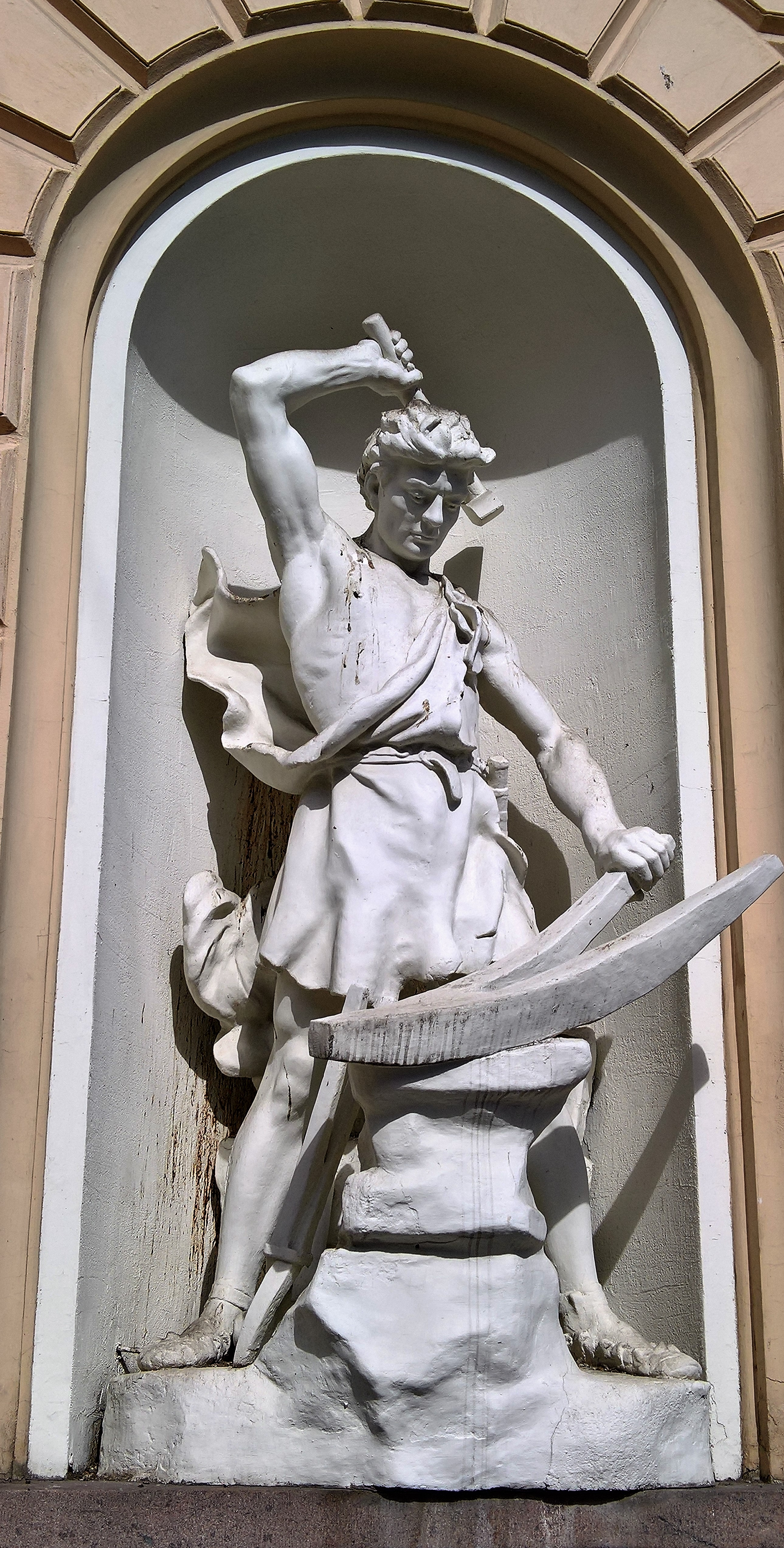
Ilmarinen (R. Stigell, 1888), Haupteingang des Alten Studentenhauses, Helsinki

Seppo Ilmarinen heißt im Kalevala ein Schmied, der ein Held der finnischen Mythologie ist.

## Geschichte
Ilmarinen schmiedete den Sampo für Louhi, die Herrscherin des Nordlandes Pohjola, und warb damit um die Hand der Nordlandstochter. Louhi nahm den Sampo an, und verbarg ihn in einem Kupferfelsen. Ein Teil des befand sich im Wasser, ein anderer in der Erde und der dritte im Hügel. Nun fordert Ilmarinen die schöne Jungfrau; diese weigerte sich jedoch ihn zu begleiten. Enttäuscht bittet er darum in seine Heimat zu zurückkehren zu dürfen. Louhi gibt ihm schönes Schiff und beschwört einen Wind herauf, der Ilmarinen geschwind nach Hause bringt. Er erzählt Väinämöinen, der ihn in das Nordland geschickt hatte, was passiert war. Dieser begehrte jedoch selbst die schöne Jungfrau und beide Freier kamen überein, dass derjenige sie bekäme, den sie selbst auswähle. Zuvor war auch Lemminkäinen bereits daran gescheitert eine Tochter der Louhi zu erhalten. Die Jungfrau wählte den älteren Ilmarinen und half diesem die schwierigen Prüfungen zu meistern, die ihre Mutter ihm auftrug. Endlich gab sie das Mädchen frei und es wurde eine große Hochzeit abgehalten und er nahm sie mit in seine Heimat.
Als Ilmarinens Frau von einer Herde wilder Tiere getötet wurde, die Kullervo auf sie gehetzt hatte, trauerte Ilmarinen sehr und schmiedete sich als Ersatz eine Frau aus Silber und Gold. Diese hat er allerdings wieder verworfen, weil sie kalt war. Später stahl er gemeinsam mit Väinämöinen und Lemminkäinen den Sampo und als sie diesen in ihre Heimat bringen wollten, wurde der Sampo zerstört und versank im Meer. Louhi entführte nun ihrerseits die Sonne und den Mond, so dass Ilmarinen als Ersatz eine Sonne aus Gold und einen Mond aus Silber anfertigte, die jedoch nicht strahlten. Louhi flog in Vogelgestalt zu Ilmarinens Schmiede, um zu erkunden was dort vor sich ging. Sie fragte ihn was er da schmieden würde und er sprach, dies werde ein Halseisen, mit dem er Louhi am Saum des Berges festschmiden wolle. Erschrocken flog sie zurück ins Nordland befreite Sonne und Mond und setzte sie zurück an den Himmel.

## Rezeption
- J. R. R. Tolkiens, der sich ausgiebig mit der Kalevala beschäftigt hatte, verwendete ähnliche Elemente für seine fiktiven Geschichten über Mittelerde, so unter anderem für die Die Geschichte von Sonne und Mond, in der der Schmied Aule aus der Frucht eines Baumes das Sonnenschiff „Kalavente“ schmiedete.
- In dem estnischen Volksmärchen Die Färber des Mondes[2] schmiedet Ilmarinen im Auftrag Gottes den Mond und Millionen Sterne aus Silber und Gold, um die Nacht zu erhellen und dadurch den Teufel daran zu hindern, Böses zu tun.
- der 1941 entdeckte Asteroid (2107) Ilmari wurde nach ihm benannt.
- Das gestohlene Glück sowjetisch-finnischer Märchenfilm von Alexander Ptuschko aus dem Jahr 1959.
- Die Band Amorphis verarbeitete die Geschichte um Ilmarinen und die Schmiedung einer Frau aus Gold und Silber in dem Lied Silver Bride aus dem Album Skyforger (2009)
- Die Band Korpiklaani erwähnt Ilmarinen in ihrem Lied Rauta/The Steel, in dem dieser ein besonderes Schwert schmiedet.